# Мальтина
Мальтина — деревня в Карачевском районе Брянской области, в составе Карачевского городского поселения. 

Расположена севернее железнодорожной станции Карачев, непосредственно примыкает к городу Карачеву с севера.
Население — 897 человек (2010).

## История
Возникла как пригородная слобода города Карачева, упоминается с XIX века. Состояла в приходе соборной церкви города Карачева.
С 1861 года входила в Драгунскую волость Карачевского уезда; с 1925 в составе Карачевской волости, Карачевского района (с 1929).
В 1919—1954 и в 1965—2005 гг. являлась центром Мальтинского сельсовета; в 1954—1960 в Одринском сельсовете, в 1960—1965 — в Новгородском.
| Годы      | 1866 | 1887 | 1897 | 1926 | 1979 | 1989 | 2002 | 2010 |
| --------- | ---- | ---- | ---- | ---- | ---- | ---- | ---- | ---- |
| Население | 336  | 570  | 1013 | 823  | 941  | 887  | 1043 | 897  |